# Джулиано Амато
Джулиа̀но Ама̀то (на италиански: Giuliano Amato) е италиански политик.
Той е министър-председател на Италия от 28 юни 1992 до 29 април 1993 г. и от 26 април 2000 до 11 юни 2001 г. Бил е също вицепремиер (1987 – 1988), министър на вътрешните работи (2006 – 2008), министър на финансите (1987 – 1989, 1999 – 2000), министър на университетите (временно) (2001), министър без портфейл (1998 – 1999).
Назначен е от президента за конституционен съдия през 2013 г. Юрист по образование, професор по италианско и сравнително конституционно право в Римския университет.